# 好間町下好間
好間町下好間（よしままち しもよしま）は、福島県いわき市の大字である。郵便番号は970-1151。

## 地理
いわき市中部の好間地区に属する。北で好間町小谷作、好間町今新田、東で平、南で内郷御台境町、西で好間町中好間、北西で好間町北好間とそれぞれ隣接する。概ね町村制施行以前の磐前郡下好間村の流れを汲む地域である。二級水系夏井川水系好間川右岸側を主な範囲とする。南端部を除きほとんどを平地が占め、旧国道49号に沿う、平地区に隣接する市街地として発展している。内郷御厩町内に所在するいわき中央警察署及び内郷高坂町に所在する内郷消防署がそれぞれ管轄にあたる。

### 主な字
字
- 沼田
- 叶田
- 一町坪
- 向山
- 大館

- 鬼越
- 手倉
- 浦田
- 中島
- 渋井

### 河川
二級水系夏井川水系
- 好間川

## 歴史
- 1879年1月27日 - 平藩領下好間村、久保町村が福島県内における郡区町村制の施行により磐前郡の村となる[4]。
- 1879年5月27日 - 下好間村が久保町村を編入する[4]。
- 1889年4月1日 - 町村制の施行により下好間村が中好間村、上好間村、北好間村、今新田村、川中子村、愛谷村、小谷作村と合併し好間村が発足する。旧下好間村域は好間村の大字となる[4]。
- 1896年4月1日 - 磐前郡と周辺郡との合併により石城郡が発足し、石城郡好間村となる[4]。
- 1966年10月1日 - 好間村が平市・磐城市・常磐市・勿来市・内郷市、石城郡遠野町・四倉町・小川町・川前村・田人村・三和村、双葉郡久之浜町・大久村と合併しいわき市となり、いわき市好間地区の大字となる[4]。

## 世帯数と人口
2023年10月31日現在の世帯数と人口は以下の通りである。
| 大字         | 世帯数   | 人口   |
| ------------ | -------- | ------ |
| 好間町下好間 | 2016世帯 | 4215人 |

## 小・中学校の学区
市立小・中学校に通う場合、学区は以下の通りとなる。
| 番地                         | 小学校                   | 中学校                 |
| ---------------------------- | ------------------------ | ---------------------- |
| 沼田、向山                   | いわき市立好間第一小学校 | いわき市立好間中学校   |
| 大舘の一部、渋井の一部、浦田 | いわき市立好間第二小学校 | いわき市立平第一中学校 |
| 上記を除く全域               | いわき市立好間第二小学校 | いわき市立好間中学校   |

## 交通

### 鉄道
- JR磐越東線

### 道路
- 国道49号平バイパス
- 一級市道前田鬼越線
- 一級市道好間町小島線
- 一級市道鬼越花輪線
- 市道御台境町北好間線（旧国道49号）

## 施設
- 福島県立磐城高等学校 西グラウンド
- 磐城学芸専門学校
- 市営叶田団地
- ヨークベニマル 好間店
- ツルハドラッグ いわき好間店
- クスリのアオキ 好間店
- 青雲院
- 光景寺
- 大林寺
- 明賢寺
- 長興寺